# Amy Rodriguez
Amy Joy Rodriguez Shilling (* 17. Februar 1987 in Beverly Hills, Kalifornien) ist eine US-amerikanische ehemalige Fußballspielerin und aktuell Trainerin des Utah Royals FC. Sie spielte zuletzt für North Carolina Courage und mit Unterbrechungen von 2005 bis 2018 für die US-amerikanische Nationalmannschaft.

## Leben und Karriere

### Vereine

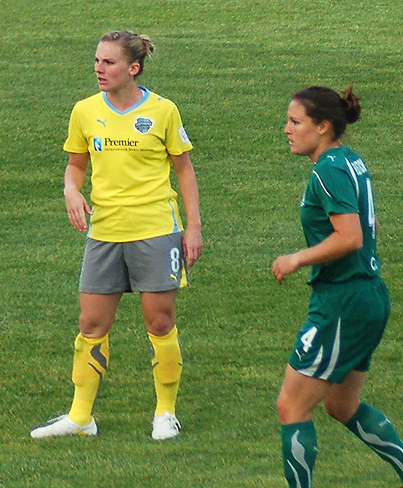
Rodriguez in einem Spiel gegen Athletica

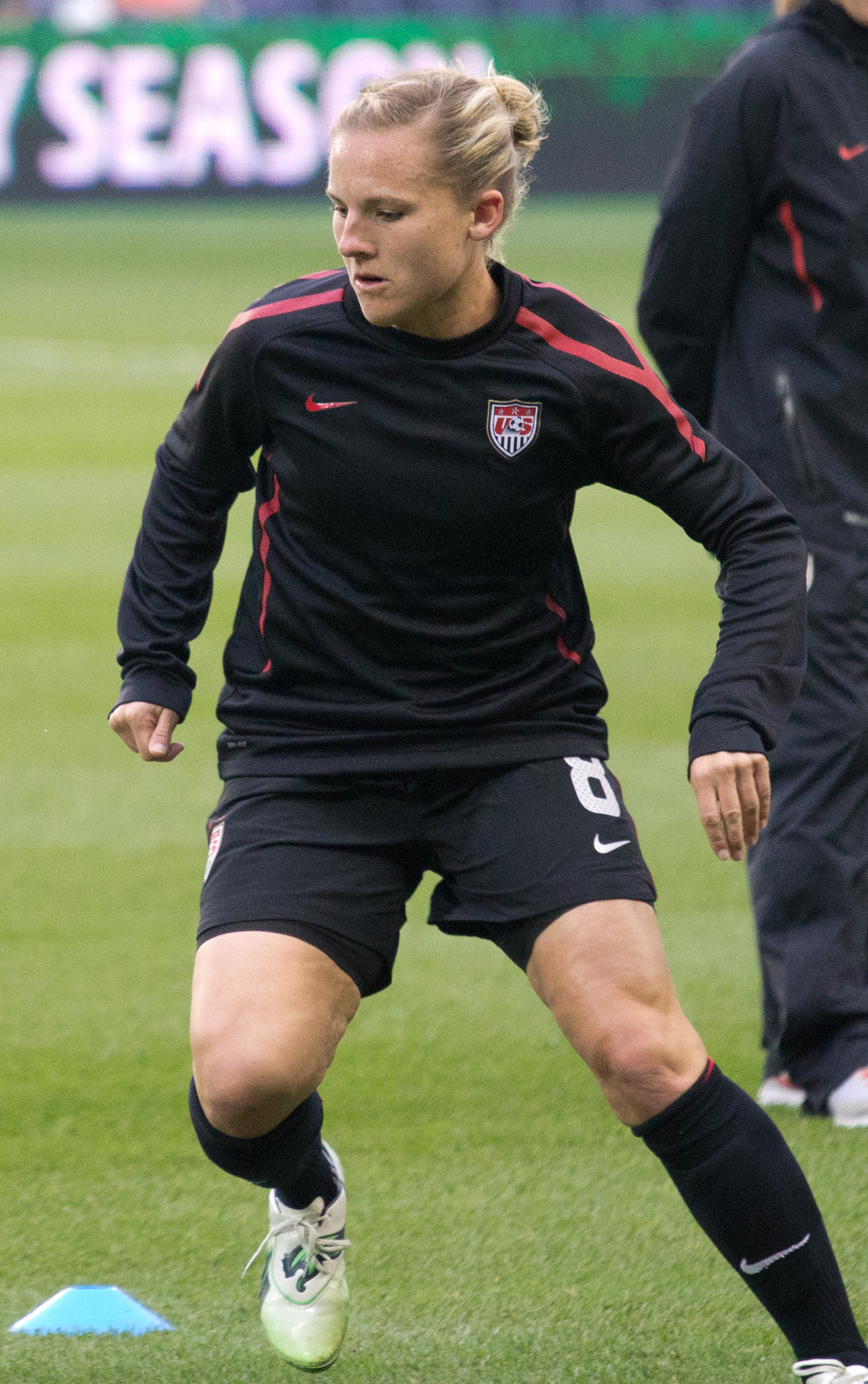
Rodriguez beim Aufwärmen vor dem Freundschaftsspiel gegen Kanada am 17. September 2011

Rodriguez begann mit dem Fußballspiel an der Santa Margarita Catholic High School und spielte von der U-12 bis zur U-14 für West Coast SC, wechselte dann in die U-14 der Laguna Hills Eclipse, für die sie bis zur U-18 spielte. Während ihres Studiums an der University of Southern California spielte sie für die USC Trojans, mit denen sie 2007 die NCAA-Meisterschaft gewann. Beim Start der WPS spielte sie für Boston Breakers.
Von 2010 bis 2011 war sie für Philadelphia Independence aktiv.
In der Saison 2013 sollte sie in der neugegründeten National Women’s Soccer League, der höchsten amerikanischen Profiliga im Frauenfußball, für den Seattle Reign FC spielen. Am 29. Januar 2013 wurde bestätigt, dass Rodriguez und ihr Ehemann Adam Shilling, mit dem sie seit dem 8. Oktober 2011 verheiratet ist, ihr erstes Kind erwarten und sie deshalb die erste Saison der NWSL verpassen wird. Zur Saison 2014 wechselte Rodriguez im Tausch gegen Kristie Mewis zum Ligakonkurrenten FC Kansas City.
Mit dem FC Kansas City schloss sie sowohl die Saison 2014 als auch die Saison 2015 auf dem zweiten Platz ab, wobei sie 2014 mit 13 Toren ligaweit die zweitbeste Torschützin war. In beiden Spielzeiten erreichte sie anschließend in den NWSL Championship Play-offs das Finale und gewann dieses mit ihrer Mannschaft jeweils gegen den Seattle Reign FC, die erstplatzierte Mannschaft beider regulärer Spielzeiten. Dabei erzielte sie in beiden Endspielen die Tore zum Sieg ihrer Mannschaft, 2014 zwei zum 2:1-Sieg und 2015 das einzige Tor des Finales. Bei der Wahl der wertvollsten Spielerin (MVP) der Saison 2014 belegte sie den 3. Platz.
2017 kam sie aufgrund eines Kreuzbandrisses nur zu einem Ligaspiel. Erst im April 2018 kehrte sie auf den Platz zurück.
In der NWSL-Saison 2019 wurde sie in allen 24 Ligaspielen eingesetzt und war mit neun Toren zusammen mit drei anderen Spielerinnen drittbeste Torschützin.
Von Juli 2021 bis zum Ende der Saison spielte sie für North Carolina Courage.

### Nationalmannschaften
Rodriguez durchlief mehrere US-Jugendmannschaften und gehörte mit 17 Jahren zum Kader, der bei der U-19-Fußball-Weltmeisterschaft der Frauen 2004 in Thailand den dritten Platz belegte, wobei sie in allen sechs Spielen zum Einsatz kam und zwei Tore erzielte. 2005 gewann sie mit der U-21 den Nordic Cup und 2006 die CONCACAF U-20-Meisterschaft der Frauen 2006, wobei sie vier Tore erzielte. Sie nahm mit der U-20-Mannschaft an der U-20-Weltmeisterschaft in Russland teil und belegte den vierten Platz, nachdem sie sowohl im Halbfinale als auch im Spiel um Platz 3 jeweils im Elfmeterschießen verlor. Dabei kam sie in vier Spielen zum Einsatz und erzielte zwei Tore. Im Spiel um Platz drei verschoss sie im Elfmeterschießen gegen Brasilien aber einen Elfmeter.
Rodriguez machte bereits kurz nach ihrem 18. Geburtstag am 11. März 2005 gegen Finnland ihr erstes A-Länderspiel und das US-Team gewann vier Tage später den Algarve-Cup durch ein 1:0 gegen Deutschland. Das erste Länderspieltor erzielte sie fast drei Jahre später am 16. Januar 2008 gegen Kanada, als ihr in der 51. Minute das 1:0 gelang. 14 Minuten später erzielte sie auch den 2:0-Zwischenstand. Dazwischen nahm sie auch 2006 am Algarve-Cup teil, als im Finale im Elfmeterschießen gegen Deutschland verloren wurde. 2008 konnte sie dagegen den Erfolg von 2005 wiederholen und hatte durch ihre Vorlage auf Carli Lloyd im Finale der Olympischen Spiele in Peking maßgeblichen Anteil am Gewinn der Goldmedaille.
2010 konnte sie den Algarve-Cup erneut gewinnen und erzielte zum ersten Mal in einem Spiel drei Tore: Beim CONCACAF Women’s Gold Cup 2010 gelangen ihr im Spiel gegen Guatemala die Tore zum 1:0, 6:0 und 9:0. Da die USA durch die Niederlage im Halbfinale gegen Mexiko die direkte Qualifikation für die WM 2011 verpasste, musste sie in die Playoffs gegen den Europafünften Italien. Dabei gelang ihr der Siegtreffer zum 1:0 im zweiten Spiel.
2011 kam sie in neun von 10 Spielen vor der WM zum Einsatz, u. a. bei den Siegen im Vier-Nationen-Turnier und Algarve-Cup. Sie ist mit 1,63 m – was der Durchschnittsgröße des japanischen Kaders entspricht – die kleinste Spielerin im Kader der USA für die Weltmeisterschaft 2011 in Deutschland. Sie kam in allen drei Vorrundenspielen sowie im Viertelfinale zum Einsatz und erreichte mit ihrer Mannschaft das Halbfinale. Dort gab sie in der 9. Minute die Vorlage zum 1:0-Führungstreffer durch Lauren Cheney. Das Team der USA gewann das Spiel mit 3:1. Im mit 1:3 verlorenen Finale gegen Japan kam sie nicht zum Einsatz.
Am 20. Januar erzielte sie als fünfte US-Spielerin fünf Tore beim 14:0-Rekordsieg gegen die Dominikanische Republik, bei dem sie zur 2. Halbzeit eingewechselt wurde. Dabei gelang ihr zudem ein „lupenreiner“ Hattrick.
Rodriguez stand im Kader für das olympische Fußballturnier in London und wurde in den drei Vorrundenspielen und im Viertelfinale jeweils eingewechselt. Im Finale gegen Japan (Endstand 2:1) am 9. August 2012 wurde sie nicht eingesetzt und gewann so ohne Finaleinsatz ihre zweite Goldmedaille.
Am 8. Dezember 2012 machte sie beim 2:0 gegen China ihr 100. Länderspiel und führte aus diesem Anlass die Mannschaft als Spielführerin aufs Feld.
Im März 2014 gehörte sie wieder zum US-Kader beim Algarve-Cup 2014, der aber nicht an die Erfolge der Vorjahre anknüpfen konnte.
Sie gehörte auch zum Kader der USA für die WM 2015 in Kanada. Sie kam aber nur zu zwei Einsätzen: Im zweiten Gruppenspiel gegen Schweden wurde sie in der 58. Minute für Morgan Brian eingewechselt und im Viertelfinale gegen China stand sie anstelle einer gelbgesperrten Spielerin in der Startelf. Durch das 5:2 ihrer Mannschaft im Finale gegen Japan wurde sie erstmals Weltmeisterin.
Für das Qualifikationsturnier für die Olympischen Sommerspiele 2016 wurde sie aufgrund ihrer zweiten Schwangerschaft nicht berücksichtigt. Zur Saison 2018 wechselte sie zum Utah Royals FC und hatte 19 Ligaeinsätze, davon 16 in der Startelf. 2018 hatte sie noch zwei Einsätze als Einwechselspielerin in der Nationalmannschaft in Freundschaftsspielen. Für den Gold-Cup 2018 war sie zwar für den vorläufigen Kader mit 35 Spielerinnen nominiert, für den endgültigen Kader wurde sie aber nicht berücksichtigt.

## Trainerin
Seit April 2023 ist sie Cheftrainerin des Utah Royals FC, der 2024 in die NWSL zurückkehren will.

## Erfolge
- Weltmeisterin bei der Fußball-Weltmeisterschaft der Frauen 2015
- CONCACAF U-20-Meister 2006
- NCAA-Meisterin 2007
- Algarve-Cup-Siegerin 2005, 2008, 2010, 2011, 2015
- Olympiasiegerin 2008, 2012
- Vizeweltmeisterin 2011
- NWSL-Meisterin 2014, 2015
- Sieg beim CONCACAF Women’s Gold Cup 2014

## Auszeichnungen
- Gatorade and Parade Girl’s High School Player of the Year 2004
- NSCAA Player of the Year 2004
- Offensive MVP of the Final Four 2007